# Al Jahili Fort

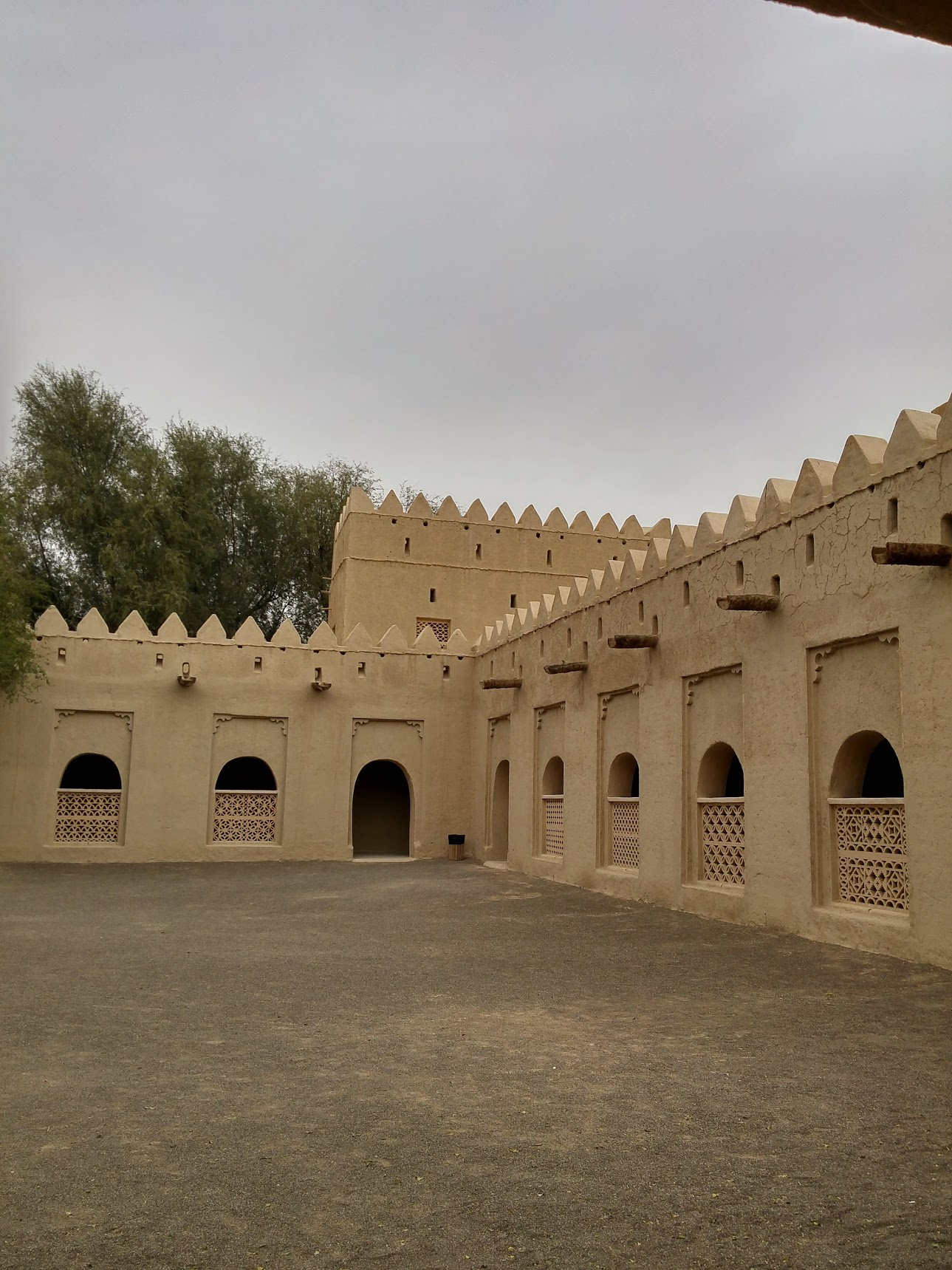
Al Jahili Fort Innenhof

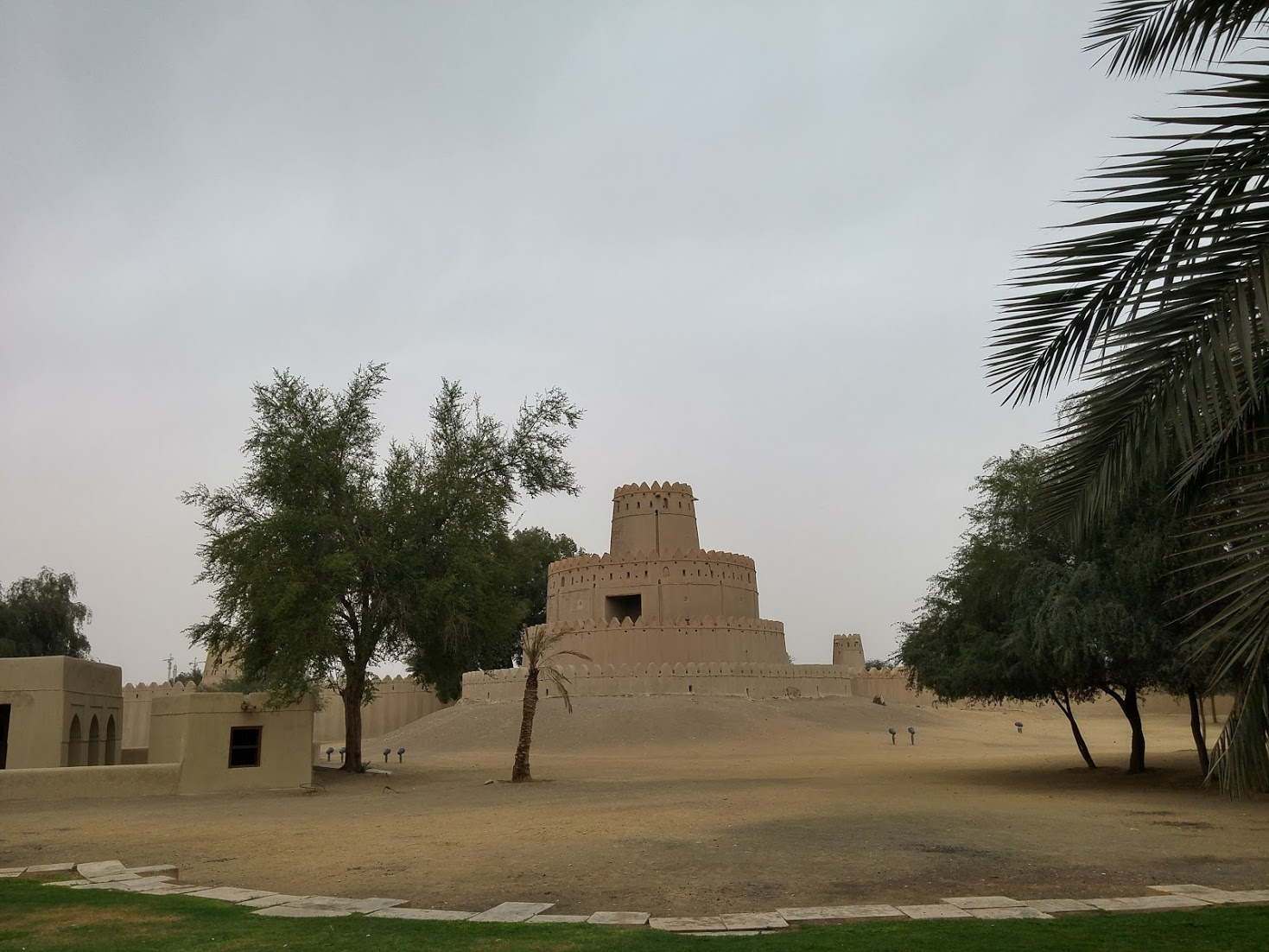
Außenansicht Al Jahili Fort

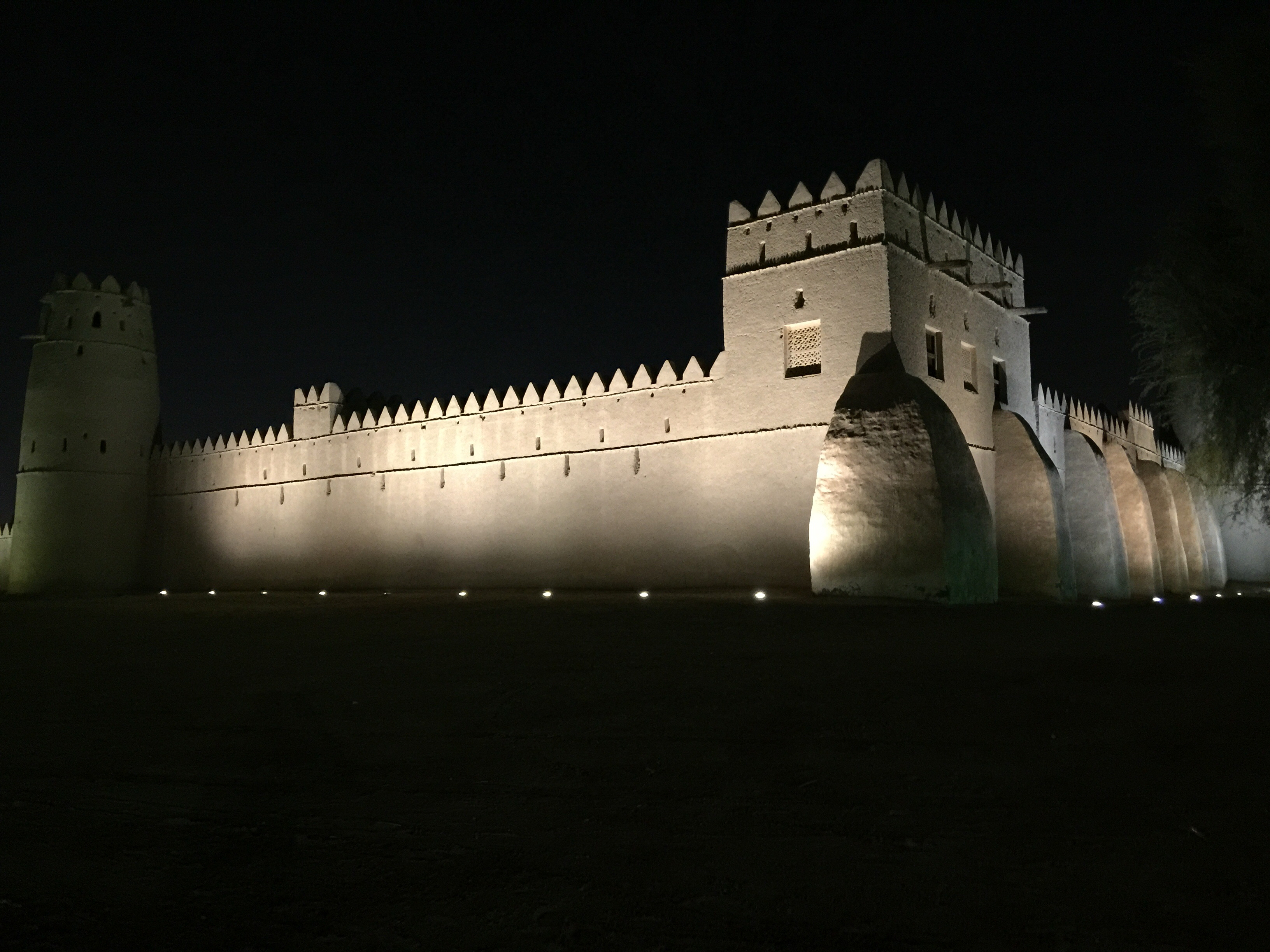
Nachtansicht Al Jahili Fort

Das Al Jahili Fort (französisch), die Festung Al Jahili oder Festung al-Dschahili, arabisch Qalʿat al-Dschāhilī (arabisch قلعة الجاهلي, DMG Qalʿat al-Ǧāhilī; vgl. „Dschāhilīya“), ist die bekannteste Festungsanlage der Vereinigten Arabischen Emirate und liegt im Südosten von Al-Ain. Sein runder Wachturm schmückt die 50-Dirham-Note, stand für den Pavillon auf der Expo 2000 in Hannover Modell und dient als Logo eines Trinkwasserherstellers. Das Fort wurde nach seiner Sanierung vom Chicago Athenaeum mit dem International Architecture Award ausgezeichnet und gewann 2016 den Terra Award für die beste Lehmbauarchitektur der Welt. Im pakistanischen Swat Valley befindet sich eine Nachbildung des Forts, die 2013 eingeweiht wurde.

## Geschichte
1891 wurde das al-Jahili um die Al-Jahili-Oase zum Schutz der Palmenbauern zur Verteidigung der Wasserquellen und umliegenden Siedlungen gebaut. Das Fort wurde von mehreren historischen Persönlichkeiten erwähnt: Berichten zufolge besuchte 1905 Percy Cox auf seiner Reise nach Al Ain das Fort, 1906 erwähnte John Gordon Lorimer, dass das Fort unter der Herrschaft von Zayed bin Khalifa Al Nahyan gebaut wurde. Mitte der 1980er Jahre wurde es von der Abteilung für Antike und Museum in Al Ain restauriert und von 2007 bis 2008 von der Abu Dhabi Authority for Culture & Heritage erneut restauriert. Dabei wurden ein Besucherbüro, Souvenirläden, ein Café und ein größerer öffentlicher Platz für Ausstellungen und kulturelle Aktivitäten geschaffen. Eine Dauerausstellung ist dem englischen Reisenden, Entdecker und Schriftsteller Wilfred Thesiger gewidmet, der auf Einladung von Zayid bin Sultan Al Nahyan in den 1940er Jahren hier mehrfach gewohnt hat. Teile seines Werkes und einige seiner berühmtesten Fotografien werden im Al Jahili Fort gezeigt.

## Architektur
Das quadratische Fort hat eine Länge von 35 Metern und eine Höhe von 8 Metern. Es hat drei runde Wachtürme und einen rechteckigen Wachturm an der nordwestlichen Ecke. Die runden Wachtürme haben einen Durchmesser von 5 Metern und eine Höhe von 14 Metern, die rechteckigen Wachtürme haben eine Breite und Länge von 4 bzw. 7 Metern (13 und 23 Fuß) und eine Höhe von 14 Metern (46 Fuß). Die Sanierung in den Jahren 2007 und 2008 erfolgte unter Wiederverwendung der historischen Baukonstruktionen und Baumaterialien mit dicken Lehmwänden und Palmenbalken und wurde den heutigen technischen Anforderungen angepasst.